# Верх-Уба
Верх-Уба́ (ранее — Лоси́ха, Верх-Уби́нское:68, Ве́рхне-Уби́нское, Верхуби́нка, каз. Жоғарғы Үбі) — село в Шемонаихинском районе Восточно-Казахстанской области Казахстана, административный центр и единственный населённый пункт Верх-Убинского сельского округа.

## География
Село расположено на востоке Шемонаихинского района, на левом берегу реки Уба, в 45 километрах к востоку к юго-востоку от районного центра города Шемонаиха. Ближайшая железнодорожная станция Шемонаиха — расположена в 41 километрах к северо-западу от села (по дороге — 52 км). Соседние населённые пункты: Большая Речка в 9 километрах к северу, Мало-Убинка в 14 километрах к востоку, Секисовка в 16 километрах к юго-востоку, Веселовка в 18 километрах к югу, Выдриха в 15 километрах к западу. Транспортное сообщение осуществляется по автомобильным дорогам KF SH-17 «Предгорное — Верх-Уба» (12,7 км) и KF-2 «Шемонаиха — Секисовка» (54 км). Высота центра населённого пункта — 350 метров над уровнем моря. Площадь села — 30,27 км² (8,6 % от общей площади сельского округа).

## История
Образование нынешнего населённого пункта Верх-Уба исходит из политики по заселению Прииртышья в XVIII веке: так, в октябре 1760 года был принят сенатский указ «о заселении той страны по рекам: Уде, Ульбе, Березовке, Глубокой и по прочим речкам, впадающим в оные и в Иртыш-реку, русскими людьми до 2000 человек», а в июле 1763 года — манифест Екатерины II «о дозволении всем иностранцам, в Россию въезжающим, поселяться в которых Губерниях они пожелают и о дарованных им правах»; в результате чего на территориях нынешних Алтайского края России и Восточно-Казахстанской области Казахстана — были основаны шесть «по́льских» сёл: в том числе — Лоси́ха.
По состоянию на 1859 год посёлок «Верхъ-Убинскій» относился Бийскому округу Томской губернии, располагаясь на Бухтарминском участке соответственно:68. В 1893 году населённое место Верх-Убинское относилось к Влади́мирской во́лости:180—181. А на 1911 год административный центр Владимировской волости:472—473:

При р. Убѣ, православная, единовѣрческая и старообрядческая церкви, сельское училище, волостное правленіе, 3 ярмарки, 6 торговыхъ лавокъ, 7 маслодѣльныхъ заводовъ, 2 кожевенныхъ завода и казенная винная лавка .
— Списокъ населенныхъ мѣстъ Томской губерніи на 1911 годъ.
До 1917 года — в составе Змеиногорского уезда Томской губернии; до 1921 года — в Алтайской губернии. В июне 1921 года Владимировская и несколько волостей были переданы из Змеиногорского уезда Алтайской губернии в состав Семипалатинской губернии: так, в частности, Владимировская волость, присоединённая в состав Усть-Каменогорского уезда, с Большереченской (с. Большереченское) и Быструхинской (с. Быструха) волостями образовала Кра́сно-Октя́брьскую во́лость с административным центром в селе Верхне-Убинском. В 1928 году из Шемонаевской, частей Калининской, Убинской волостей Семипалатинского уезда и части Краснооктябрьской волости Усть-Каменогорского уезда был образован Шемона́ихинский райо́н.
Указом Президиума Верховного Совета Казахской ССР «Об образовании новых районов в областях Казахской ССР» от 16 октября 1939 года — «за счёт укрупнения Кировского и Шемонаихинского районов и пригородной зоны города Риддера» был образован Верх-Уби́нский райо́н с административным центром в селе Верхубинка соответственно:120—123. Указом Президиума Верховного Совета Казахской ССР от 20 июля 1959 года Верх-Убинский район был упразднён: Пахотный поссовет, Верхубинский, Выдрихинский и Большереченский сельсоветы были переданы в состав Шемонаихинского района, а Малоубинский, Куйбышевский и Секисовский сельсоветы — в состав Кировского района.
Решением XIX сессии Восточно-Казахстанского областного маслихата от 29 декабря 1998 года № 19/10 «О внесении изменений в административно-территориальное устройство некоторых городов и районов Восточно-Казахстанской области» — село Зауба Волчанского сельского округа был передан в состав Верх-Убинского сельского округа. Постановлением Восточно-Казахстанского областного акимата от 04 июля 2014 года № 178 и решением Восточно-Казахстанского областного маслихата от 09 июля 2014 года № 20/258-V «О внесении изменений в административно-территориальное устройство Шемонаихинского района Восточно-Казахстанской области» — населённый пункт Зауба был отнесён к категориям иных поселений и исключён из учётных данных; поселение упразднённого населённого пункта вошло в состав села Верх-Уба.

## Население
| Численность населения | Численность населения | Численность населения | Численность населения | Численность населения | Численность населения |
| 1859:68               | 1893:180—181          | 1911:472—473          | 1989                  | 1999                  | 2009                  |
| --------------------- | --------------------- | --------------------- | --------------------- | --------------------- | --------------------- |
| 140                   | ↗2172                 | ↗4384                 | ↘3008                 | ↗3174                 | ↘2315                 |

### Уроженцы
- Людмила Ивановна Нуйкина (р. 23 октября 1936) — российская разведчица-нелегал, полковник Службы внешней разведки.
- Павел Парфёнович Тютюньков (1918—1980-е годы) — тракторист совхоза «Ждановский» Шемонаихинского района, Герой Социалистического Труда (1967).